# Kompolje Koreničko
Kompolje Koreničko – wieś w Chorwacji, w żupanii licko-seńskiej, w gminie Plitvička Jezera. W 2011 roku liczyła 130 mieszkańców.